# Murmaschi
Murmaschi (russisch Мурмаши́) ist eine Siedlung städtischen Typs in der Oblast Murmansk (Russland) mit 14.152 Einwohnern (Stand 14. Oktober 2010).

## Geographie
Die Siedlung liegt am rechten Ufer des Unterlaufes der Tuloma etwa 20 Kilometer Luftlinie südwestlich des Oblastverwaltungszentrums Murmansk.
Murmaschi gehört zum Rajon Kola und liegt gut zehn Kilometer südwestlich von dessen Verwaltungszentrum, der Stadt Kola.

## Geschichte
Der Ort entstand im Zusammenhang mit dem Bau des bereits nach dem GOELRO-Plan projektierten Nischnetulomskaja-Wasserkraftwerkes ab 1934 für die Stromversorgung eines zu elektrifizierenden Abschnittes der Murmanbahn. Das Kraftwerk wurde von Gulag-Häftlingen errichtet. Die erste Turbine wurde am 13. Januar 1937 in Betrieb genommen, das gesamte Kraftwerk am 11. Juli 1938.
Am 27. November 1938 wurde dem Ort der Status einer Siedlung städtischen Typs verliehen. Die Ortsbezeichnung soll vom Namen des Samen Murmasch abgeleitet worden sein, der vor Errichtung des Wasserkraftwerkes im Mündungsgebiet der Tuloma lebte.

### Bevölkerungsentwicklung
| Jahr | Einwohner |
| ---- | --------- |
| 1939 | 2.018     |
| 1959 | 8.840     |
| 1970 | 8.836     |
| 1979 | 10.895    |
| 1989 | 14.312    |
| 2002 | 16.343    |
| 2010 | 14.152    |

Anmerkung: Volkszählungsdaten

## Wirtschaft und Infrastruktur
Unmittelbar bei der Siedlung liegt das Wasserkraftwerk Nischnetulomskaja („Unteres Tuloma-Wasserkraftwerk“) mit einer Leistung von 57,2 Megawatt. Heutiger Betreiber ist die aus mehreren nordwestrussischen Energieversorgern, darunter KolEnergo, hervorgegangene Aktiengesellschaft TGK-1 (TGC-1), die von der Gazprom Energoholdung kontrolliert wird. Es gibt Betriebe der Bau- und Forstwirtschaft, sowie des Transportwesens.
Bei Murmaschi befindet sich das Sanatorium Laplandija, das 1937 als Erholungsheim für Nordmeerfischer eröffnet wurde und sich heute als nördlichste Kureinrichtung Russlands bezeichnet.
Durch die Siedlung führt die Straße, die Murmansk mit seinem vier Kilometer südlich von Murmaschi gelegenen Internationalen Flughafen verbindet. Durch den Ort führt auch die Eisenbahnstrecke von der Stadt Kola nach Nikel an der norwegischen Grenze. Sie überquert den Nischnetulomsker Stausee gut einen Kilometer oberhalb der Staumauer.